# Heidbach (Eger)
Der Heidbach ist ein 2 km langer Bach im östlichen Baden-Württemberg, der bei Bopfingen im Ostalbkreis von rechts in die Eger mündet.

## Geographie

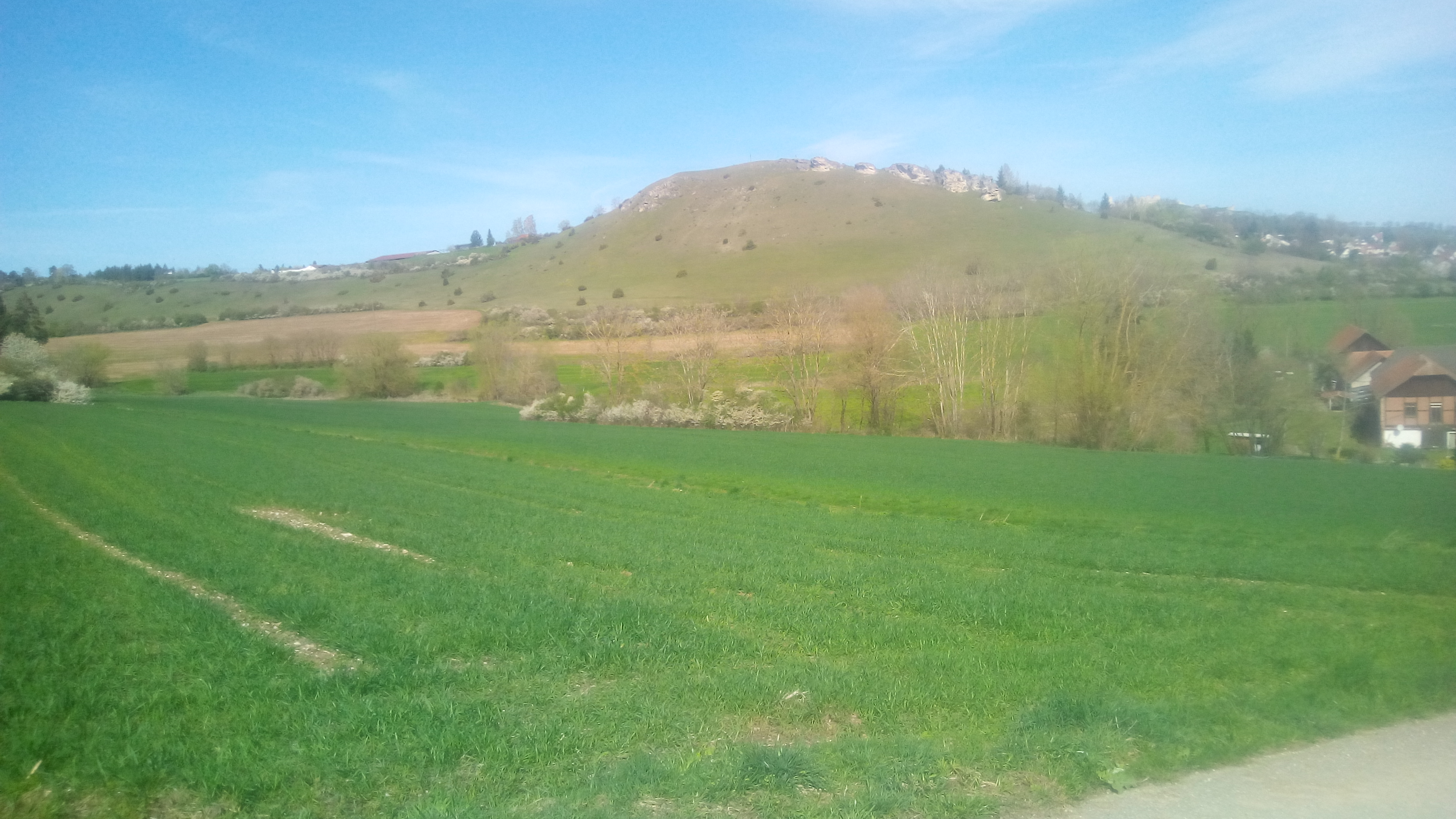
Heidbach mit dem Beiberg im Hintergrund

### Verlauf
Der Heidbach entsteht etwa 350 m südlich des Sportplatzes von Bopfingen-Schlossberg. Er entspringt etwa auf 508 m ü. NHN und fließt in östliche Richtung südlich am Beiberg vorbei. Bei der Heidmühle bewässert sein Nebenarm den Fischteich Heidmühle und nimmt seinen einzigen Zulauf auf, den Wiesenbach. Ab hier biegt der Bach in nordöstliche Richtung ab und ist nach etwa 1,2 km eingedolt und verläuft parallel zur Heidmühlstraße. Mit ihr erreicht das Gewässer das Gewerbegebiet von Forchberg und kreuzt dabei die Bundesstraße 29. Danach verläuft der Bach parallel zur Straße Gewerbehof, um schließlich das Gewerbegebiet zu verlassen und um kurz danach von rechts in die Eger zu münden. Die Mündungshöhe beträgt dabei ungefähr 452 m ü. NHN und seine Gesamtlänge 2,0 km.

### Einzugsgebiet
Der Bach hat ein 3,9 km² großes Einzugsgebiet. Im Süden grenzt es an das Einzugsgebiet des Röhrbachs, welcher ebenfalls in die Eger mündet. Die Fläche westlich des Ortes Hohenberg wird in den Wachtelbrunnen entwässert und die Fläche südlich davon in den Kannentalgraben. Letzterer fließt in den Wildbach, einem Zufluss der Egau. 
Im Einzugsgebiet befindet sich das Naturschutzgebiet Beiberg-Buchberg.

### Zuflüsse und Seen
Nach etwa 690 m nimmt der Heidbach den Wiesenbach auf, welcher nur 252 m Länge aufweist. Ebenso spaltet sich nach etwa 650 m ein Seitenarm ab, welcher den künstlich angelegten Fischteich Heidmühle mit Wasser versorgt. Der Seitenarm misst eine Länge von 148 m und der Fischteich eine Fläche von rund 601 m².